# Otto Schulze (Erfinder)
Otto Schulze (* im 19. Jahrhundert, † im 20. Jahrhundert) war ein deutscher Ingenieur und Erfinder.

## Leben
Der deutsche Ingenieur Schulze aus Straßburg meldete am 7. Oktober 1902 seinen ersten Wirbelstrom-Tachometer als Geschwindigkeitsmesser (Tachograph) beim Kaiserlichen Patentamt in Berlin zum Patent (DRP 146134) an. Durch Geldmangel und fehlendes kaufmännisches Geschick war er nicht in der Lage, seine Tachometer selbst herzustellen, und überließ seine Patente der Firma Edouard Seignol in Paris. Seit 1908 erfolgte der Vertrieb in Deutschland durch die O. S. Autometerwerke E. Seignol in Frankfurt am Main.